# Elecciones estatales de Michoacán de 2001
Las elecciones estatales de Michoacán de 2001 se realizaron el domingo 11 de noviembre de 2001 y en ellas se renovaron los siguientes cargos de elección popular del estado mexicano de Michoacán:
- Gobernador de Michoacán. Titular del Poder Ejecutivo del estado, electo para un periodo de seis años, sin derecho a reelección.
- 40 diputados del Congreso del Estado. Veinticuatro diputados electos por mayoría relativa y dieciséis designados mediante representación proporcional para integrar la LXIX Legislatura.
- 113 ayuntamientos. Integrados por un presidente municipal y un grupo de regidores, electos para un periodo de tres años no reelegibles para el periodo inmediato.

## Resultados

### Congreso estatal
|  | 37.43 % |

|  | 37.15 % |

|  | 22.62 % |

|  | 2.78 % |

|  | 100 % |

### Ayuntamientos
|  | 38.38 % |

|  | 36.00 % |

|  | 22.94 % |

|  | 97.33 % |

|  | 2.67 % |